# Якоб Юганнес Седергольм
Якоб Юганнес Седергольм (20 липня 1863 , Гельсінкі  — 26 червня 1934 , Гельсінкі ) — фінський геолог і петрограф. Директор геологічної комісії Фінляндії (1893—1933 рр.).

## Науковий доробок
Геологія і петрографія докембрійських гірських порід Фінляндії.
Увів у петрографію термін «мігматит» (1907) і опрацював вчення про мігматити. На честь Якоба Седергольма названо мінерал із групи піротину — седерхолміт (селенід нікелю b-NiSe).

## Праці
- On migmatites and associated pre-Cambrian rocks of Southwestern Finland, pt. 1—3, Hels., 1923—34 (Bulletin de la Commission géologique de Finlande, № 58, 77, 107);
- On the geology of Fennoscandia, Hels., 1932 (серия та же, № 98);
- The Upper lenissei drainage area (Territory of Uriankhai), Acta geographica 1927, № 1, Hels., 1925.